# Pàvlovka (Atkarsk)
|  | Per a altres significats, vegeu «Pàvlovka». |

Pàvlovka (en rus: Павловка) és un poble de l'óblast de Saràtov, a Rússia, segons el cens del 2010 no tenia cap habitant. Pertany al districte municipal d'Atkarsk.